# Коломийський район
Коломи́йський райо́н (Коломийщина) — район Івано-Франківської області в Україні, утворений 2020 року. Адміністративний центр — місто Коломия.

## Історія
Район створено відповідно до постанови Верховної Ради України № 807-IX від 17 липня 2020 року. До його складу увійшли: Коломийська, Городенківська, Снятинська міські, Чернелицька, Гвіздецька, Отинійська, Печеніжинська, Заболотівська селищні, Коршівська, Матеївецька, Нижньовербізька, Підгайчиківська, П'ядицька сільські територіальні громади.

## Передісторія земель району
Раніше територія району входила до складу Коломийського (1940—2020), Городенківського, Снятинського районів, ліквідованих тією ж постановою.